# Schronisko PTTK „Na Zamku Chojnik”
Schronisko PTTK „Na Zamku Chojnik” – schronisko turystyczne w Karkonoszach położone na Zamku Chojnik znajdującym się na szczycie góry Chojnik, w granicach miasta Jelenia Góra. Właścicielem obiektu jest Polskie Towarzystwo Turystyczno-Krajoznawcze. 
Schronisko zostało otwarte w 1860 roku. W 2014 roku schronisko przeszło remont.